# رجینالد اوبا
رجینالد اوبا (استونیایی: Reginald Uba; ۲۶ ژوئیهٔ ۱۹۱۱ – ۱۵ اوت ۱۹۷۲) دونده دو نیمه‌استقامت اهل استونی بود. وی در مسابقات دو ۱۵۰۰ متر بازی‌های المپیک تابستانی ۱۹۳۶ شرکت کرده‌بود.